# Wink (duo)
Pour les articles homonymes, voir Wink.
 (septembre 2024).
Wink (ウィンク) est un duo féminin de J-pop, qui connut la célébrité au Japon à la fin des années 1980 et débuts des années 1990, formé des idoles japonaises Sachiko Suzuki et Shoko Aida, séparé en 1996.
Members:

Modèle:Nihongo4 and Modèle:Nihongo4.

## Histoire
Les deux jeunes femmes se font remarquer lors d'un concours de beauté, et leur duo est formé en 1988, en développant à leurs débuts une image originale de poupées inexpressives ne souriant jamais, aux robes et chapeaux surannés, avec des chorégraphies rappelant les mouvements d'automates de boites à musique. 
Le succès arrive rapidement avec de nombreuses reprises de tubes occidentaux réécrits en japonais, notamment Sugar Baby Love des Rubettes et Ai ga Tomaranai ~Turn It Into Love~ de Kylie Minogue, puis avec des titres originaux, tel leur plus grand tube Sabishii Nettaigyo.
Mais après de nombreux N°1, leurs ventes déclinent dans les années 1990, et après une tentative infructueuse dans le style "eurobeat" alors à la mode, le duo se sépare en 1996 pour mener des carrières en solo (les deux chanteuses avaient d'ailleurs déjà sorti chacune un mini-album solo en 1992). 
Des rééditions DVD, compilations et albums de remix continuent cependant à sortir après leur séparation, et leur chansons sont encore reprises par d'autres artistes, comme Puffy (AmiYumi) ou W (Double You). Une série de pachinko à l'image du groupe a également été lancée.

## Discographie

### Singles
1. Sugar Baby Love (1988.04.27)
2. Amaryllis (1988.09.07)
3. Ai ga Tomaranai ~Turn It Into Love~ (1988.11.16)
4. Namida wo Misenaide ~Boys Don't Cry~ (1989.03.16)
5. Samishii Nettaigyo (1989.07.05)
6. One Night in Heaven ~Mayonaka no Angel~ (1989.11.01)
7. Sexy Music (1990.03.28)
8. Yoru ni Hagurete ~Where Were You Last Night~ (1990.07.04)
9. New Moon ni Aimashō (1990.11.21)
10. Kitto Atsui Kuchibiru ~Remain~ (1991.03.20)
11. Manatsu no Tremolo (1991.06.19)
12. Haitoku no Scenario (1991.10.16)
13. Tsuioku no Heroine (1991.12.16)
14. Matenrō Museum (1992.03.25)
15. Furimukanaide (1992.07.22)
16. Real na Yume no Jōken (1992.10.21)
17. Eien no Lady Doll (1993.02.17)   (reprise de Voyage, voyage)
18. Kekkon Shō Ne (1993.05.26)
19. Sakihokore Itoshisa yo (1993.09.08)
20. Itsumademo Suki de Itakute (1994.02.23)
21. Twinkle Twinkle (1994.05.25)
22. Cherie Mon Cherie (1994.10.26)
23. Watashitachi Rashii Rule (1995.03.01)
24. Jive Into the Night ~Yaban na Yoru ni~ (1995.06.25)
25. Angel Love Story ~Akiiro no Tenshi~ (1995.09.15)

### Albums
Originaux
1. Moonlight Serenade (1er juillet 1988)
2. Especially for You (26 avril 1989)
3. Twin Memories (1er décembre 1989)
4. Velvet (11 juillet 1990)
5. Crescent (16 décembre 1990)
6. Queen of Love (10 juillet 1991)
7. Sapphire (25 novembre 1991)
8. Each Side of Screen (25 avril 1992)
9. Nocturne (26 novembre 1992)
10. Aphrodite (25 juin 1993)
11. Brunch (26 novembre 1993)
12. Overture! (1er juillet 1994)
13. Voce (1er décembre 1994)
14. Flyin' High (5 juillet 1995)

Mini album
1. At Heel Diamonds (1er décembre 1988)

Live
1. Wink First Live Shining Star (25 mai 1990)

Karaoke
1. Fairy Tone (10 avril 1990)
2. Fairy Tone 2 (25 novembre 1991)

Solo (du temps de Wink)
1. Mode (mini-album de Sachiko Suzuki) (1992.03.25)
2. Delphinium (mini-album de Shoko Aida) (1992.05.25)

Remix
1. Remixes (1er septembre 1995)
2. Jam the Wink (11 septembre 1996)
3. Para Para Wink! (1er juillet 2000)

### Compilations
Chez Polystar
1. Wink Hot Singles (1990.11.01)
2. Diamond Box (1991.12.21)
3. Raisonné (1992.12.21)
4. Diary (1994.03.25)
5. Back to Front (faces B) (1995.02.25)
6. Reminiscence (1995.11.25)
7. Wink Memories 1988-1996 (1996.03.25)
8. Treasure Collection (1999.06.30)

En éditions limitées
1. Wink Special Sampler - Brunch plus 5th Anniversary Special Selection (1993)  (double album promotionnel : 8 titres de Brunch + 10 titres divers)
2. Wink - Volume I ／Ai ga Tomaranai ~ Samishii Nettaigyo (1994.06) (vendue par correspondance ; contient 8 singles + 4 autres titres)
3. Wink - Volume II / Kitto Atsui Kuchibiru ~ Kekkon Shō Ne (1994.06) (vendue par correspondance ; contient 10 singles + 2 autres titres)

Sur divers labels
1. Wink - Best (2003) (contient 8 singles + 4 autres titres)
2. Samishii Nettaigyo (2003) (contient 7 singles)
3. Ai ga Tomaranai ~Turn It Into Love~ / Wink Best Album (2003) (contient les 7 premiers singles)
4. Wink - Best★Best (2004) (contient 12 singles)
5. Wink - Best & Best De luxe (2004.06.24) (contient 12 singles)
6. Wink - Super Best (2007.06.24) (contient 12 singles + 4 autres titres)

## Vidéos
VHS & LD
- Heart On Wave (1989/07/25)
- Wink First Live Shining Star (Live)  (1990/07/16)
- Winkissimo - Hawaii And L.A. Days, 1990  (1990/09/25)
- Heart On Wave II (1990/12/16)
- Winkle Winkle (1991/07/19)
- Yin and Yang (1991/09/25)
- Heart On Wave III (1991/12/05)
- Wink '92 Concert Sapphire (Live) (1992/09/26)
- Heart On Wave IV (1993/03/25)
- La Soiree D'anges - Tenshitachi no Yakai (1993/06/25)
- Wink 5th Anniversary Noble State (1993/09/01)
- Heart On Wave 5 (1994/07/01)
- Heart On Wave 6 (1995/11/25)
- Wink Visual Memories 1988-1996 (1996/04/25)

DVD
- Wink Visual Memories 1988-1996 + (2003.11.26)
- Wink Performance Memories + (2004.05.26)

## Coffrets
- Wink CD Single Collection - 1988-1996, Single Zenkyoku Shu  (intégrale singles)  - 2007
- Wink Album Collection 1988 - 2000, Album Zen Kyoku Shu  (intégrale albums)  - 2008
- Wink Visual Collection 1988-1996 Visual Zenshu   (intégrale video en DVD) - 2008

## Livres
- Double Tone (photos) (1989/08/10)
- Twinkle Angels (livre) (1990/04/10)
- Winkissimo (photos) (1990/09/10)
- Legend (photos) (1991/10/05)

## Liens
- (en) Fiche sur Idollica
- (ja) Site officiel du pachinko Cr Wink